# Cicindela pugetana
Cicindela pugetana este o specie de insecte coleoptere descrisă de Thomas Casey în anul 1914. Cicindela pugetana face parte din genul Cicindela, familia Carabidae. Această specie nu are alte subspecii cunoscute.